# Klimov GTD-350
Le Klimov GTD-350 (en russe : « Климов ГТД-350 ») est un turbomoteur d'origine soviétique. Conçu à partir de 1963 par Izotov, il a été produit jusqu'à la fin des années 1990 par Klimov et la société polonaise PZL.
Propulsant exclusivement l'hélicoptère de transport Mi-2, le premier hélicoptère à turbomoteurs de l'Union soviétique, il a été produit à plus de 11 000 exemplaires et a accumulé au cours de sa carrière plus de 20 millions d'heures de service.

## Caractéristiques techniques
Le GTD-350 était constitué d'un générateur de gaz et d'une section de puissance. Le générateur de gaz comportait un compresseur axial à 7 étages, suivi d'un compresseur centrifuge à un étage, envoyant l'air sous pression à l'intérieur d'une chambre de combustion annulaire à flux inversé. Cet assemblage était entraîné par une turbine, dite « de régénération », à un seul étage axial.
La section de puissance comportait, elle, une turbine libre à deux étages, qui transmettait le couple sur l'arbre de sortie via une boîte à engrenages VR-2. La puissance maximale au décollage était de 400 ch, obtenus à un régime de 45 000 tr/min, tandis-que la puissance en régime continu était de 265 ch.
Extérieurement, le moteur partageait une ressemblance assez marquée avec le Model 250, un turbomoteur produit à l'Ouest par le constructeur américain Allison. En effet, comme sur celui-ci, l'air comprimé en provenance du compresseur est amené vers la chambre de combustion inversée via une canalisation externe, et la sortie des gaz de combustion se fait au niveau du milieu du moteur, à travers des tuyères à angle droit de l'axe longitudinal du moteur et séparées en deux parties formant un V entre elles.

## Applications
- Mil Mi-2